# Vanessa gonerilla

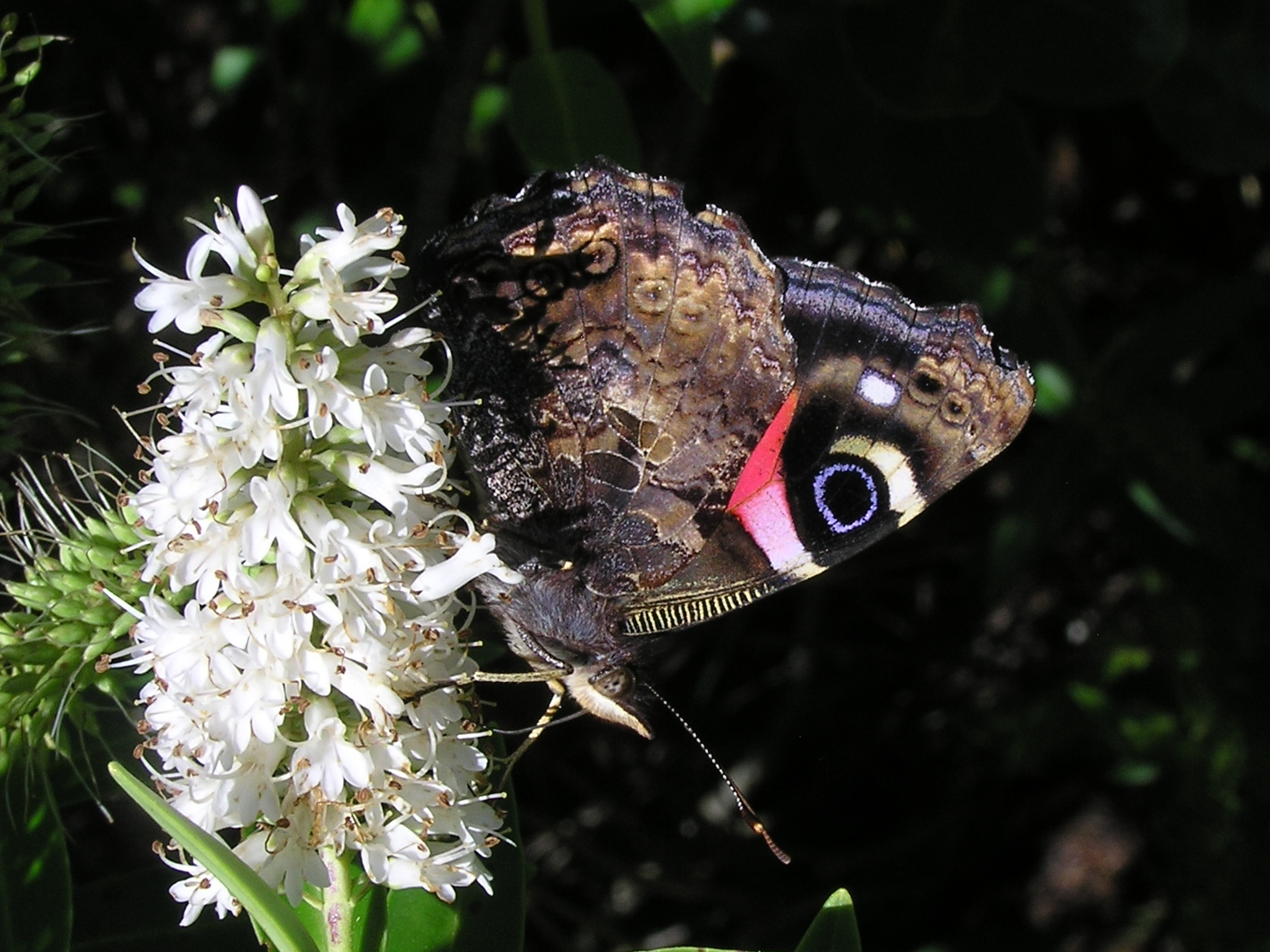
Flügelunterseite

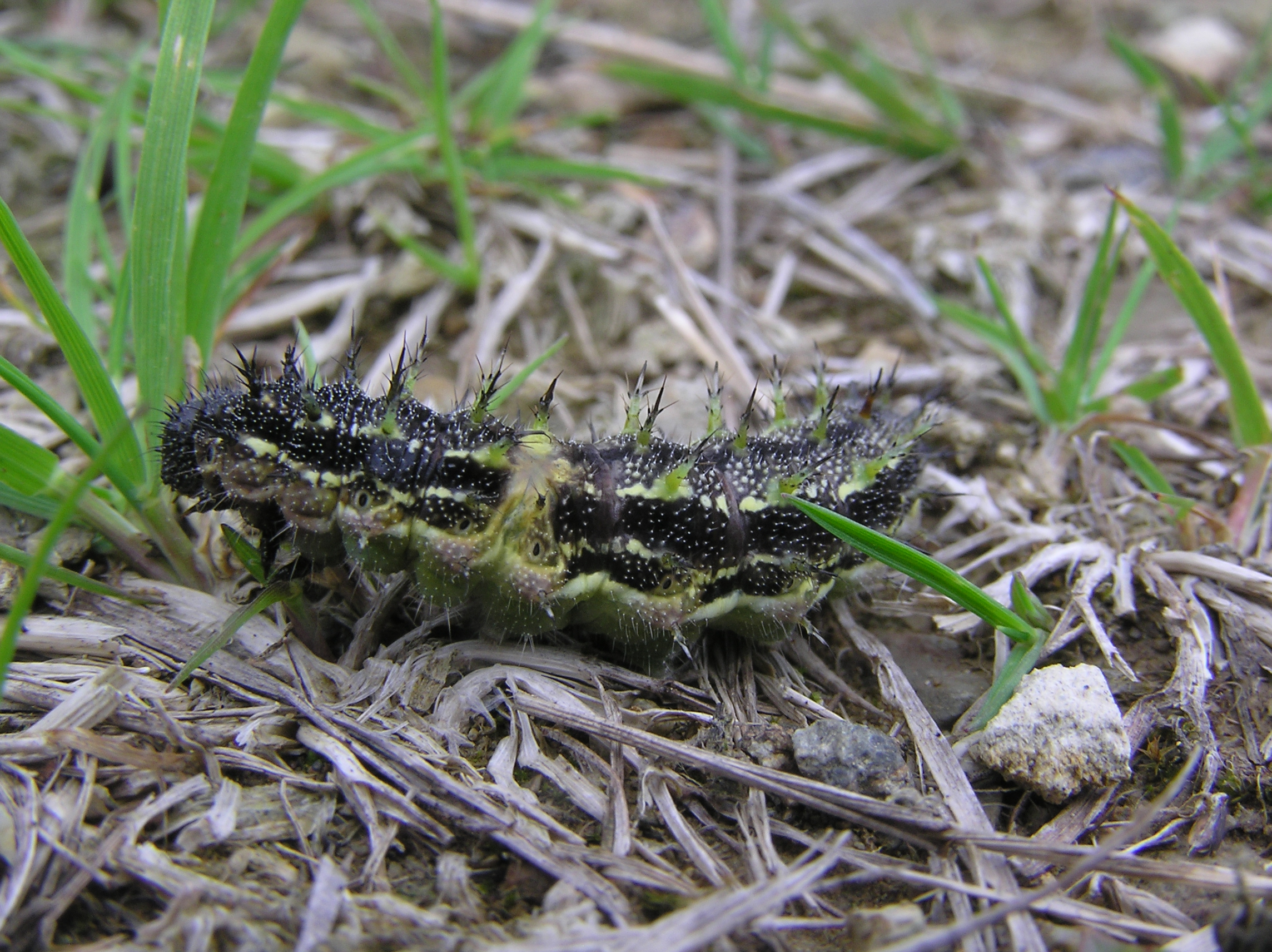
Ausgewachsene Raupe
(mit einer Verletzung in der Mitte)

Vanessa gonerilla ist ein Schmetterling (Tagfalter) aus der Familie der Edelfalter (Nymphalidae), der endemisch in Neuseeland vorkommt. Die Art wird im englischen Sprachgebrauch als New Zealand Red Admiral bezeichnet. Die Māori-Ureinwohner gaben ihr die Bezeichnung Kahukura, mit der Bedeutung ‚Roter Mantel‘.

## Merkmale

### Falter
Die Flügelspannweite der Falter beträgt 50 bis 60 Millimeter. Die Flügel haben eine schwarze bis dunkelbraune Grundfarbe. Auf der Vorderflügeloberseite heben sich einige kleine weißliche Flecke nahe am Apex ab. Durch das Diskalfeld erstreckt sich eine breite rötliche Querbinde. Die Postdiskalregion der Hinterflügel ist ebenfalls rötlich gefärbt und enthält vier schwarze Augenflecke, die hellblau gekernt sind. Die rötliche Querbinde der Vorderflügel scheint auf die Unterseite durch. Am Vorderrand befindet sich mittig ein einzelner großer Augenfleck. Die Hinterflügelunterseite ist bräunlich marmoriert.

### Präimaginalstadien
Das Ei hat eine grüne Farbe, die Form eines kleinen Fasses und ist mit neun vertikalen Rippen überzogen. Die Raupen sind schwärzlich gefärbt, mit vielen kleinen weißen Punkten sowie gelblichen Seitenstreifen versehen. Sie besitzen auf der gesamten Körperoberfläche stark verzweigte Dornen. Die Stürzpuppe ist gelbbraun marmoriert und mit goldenen Flecken besetzt.

## Verbreitung, Unterarten und Lebensraum
Neben der auf den Hauptinseln Neuseelands vorkommenden Nominatform Vanessa gonerilla gonerilla ist eine weitere Unterart bekannt:
- Vanessa gonerilla ida (Alfken, 1899), auf den Chathaminseln.

Die Art besiedelte ursprünglich in erster Linie Wälder. Mit der Ausbreitung der Nahrungspflanzen ist sie inzwischen auch an vielen weiteren Plätzen, so auch in Gärten und Parkanlagen zu finden.

## Lebensweise
Die Falter haben eine Lebensdauer von bis zu neun Monaten, wobei sie den Winter über inaktiv an geschützten Stellen verbringen. Im Frühjahr ernähren sie sich vom Nektar von Blüten oder von Baumsäften. Die Eier werden einzeln an der Nahrungspflanze abgelegt. Die Raupen ernähren sich von verschiedenen Brennnesseln (Urtica), bevorzugt von der Großen Brennnessel (Urtica dioica) und der ausschließlich in Neuseeland wachsenden Ongaonga (Urtica ferox). Zum Schutz vor Feinden spinnen sie die Blätter zu einer tütenartigen Schutzhülle zusammen. Dennoch werden sie in Anzahl von Schlupfwespen (Ichneumonidae) befallen, im Besonderen von der heimischen Echthromorpha intricatori sowie der aus Europa zur Reduzierung des Kleinen Kohlweißlings (Pieris rapae) eingeführten Pteromalus puparum.